# Walentin Awdiejew
Walentin Awdiejew (ros. Валентин Николаевич Авдеев, ur. 16 maja 1915, zm. 11 października 1972 w Moskwie) – radziecki naukowiec, akademik, specjalista w dziedzinie elektroniki.

## Członkostwo w akademiach
- członek korespondent Syberyjskiego Oddziału Rosyjskiej Akademii Nauk od 28 marca 1958[1].